# Jamie Donnelly
Jamie Donnelly (Bergen County, 8 mei 1947) is een Amerikaans actrice. Ze is vooral bekend voor haar rol als Jan in de film Grease.